# Krijgsgeschiedenis
De krijgsgeschiedenis of militaire geschiedenis is een tak van de geschiedenisstudie die de gebeurtenissen beschrijft die samenhangen met het ontstaan en verloop van oorlogen en andere conflicten, van een geschil tussen twee stammen over een perceel land tot een wereldoorlog. 
Al sinds de vroegste tijden zijn oorlogen en veldslagen door geschiedschrijvers opgetekend. Een groot deel van de geschiedenis is feitelijk krijgsgeschiedenis. Het vroegste bekende verslag van een veldslag is de slag bij Megiddo van 1485 voor Christus.
Militaire geschiedenis heeft een aantal doeleinden. Eén hoofddoel is te leren om oorlogen effectiever te bestrijden en te verhinderen. Ook kunnen militairen inzicht krijgen in tactiek en strategie door de krijgsgeschiedenis te bestuderen. Daarom wordt er op militaire academies over de hele wereld veel aandacht aan besteed. Hoewel  de wijze van oorlogvoering door technologische ontwikkelingen heel anders is dan honderden jaren geleden, blijven basisprincipes als verrassing, initiatief en leiderschap onverminderd van toepassing.